# Vilma Bobeck
Pour les articles homonymes, voir Bobeck.
Vilma Bobeck est une skippeuse suédoise née le 5 janvier 1998 à Nacka. Elle a remporté avec Rebecca Netzler la médaille d'argent du 49er FX aux Jeux olympiques d'été de 2024, organisés à Paris.